# Revue générale
La Revue générale est une revue trimestrielle belge de sciences humaines fondée à Bruxelles en 1865.

## Historique
La création de la Revue générale belge remonte à l’année 1865, ce qui en fait la plus ancienne revue belge. Son fondateur, Édouard Ducpétiaux, avait alors l’idée de doter le parti catholique d’un organe de réflexion politique et  culturelle. Animé par un unionisme fervent, Ducpétiaux se félicita d’y faire dialoguer des tenants des deux partis qui constituaient les piliers de la politique belge, les catholiques et les libéraux. Il dirigea la revue entre 1865 et 1868.
La Revue générale offrit dès lors à son public une chronique de la vie politique belge, mais aussi internationale, ainsi que des articles sur la littérature, les sciences, les arts, l’économie, les valeurs, la religion, etc. L’éditorial de 1868 l’annonçait clairement : « Nous sommes catholiques et, par conséquent, personne ne sera plus fidèle aux institutions, aux libertés et aux franchises du pays, personne non plus ne sera plus attaché de cœur et d’âme à l’Église ». C’est cependant un christianisme social qui est de mise alors dans la revue : Ducpétiaux y signe des articles sur la réforme du système carcéral, l’abolition de la peine de mort, ou encore l’amélioration de la condition ouvrière.

## Directeurs
La Revue générale a compté parmi ses directeurs successifs des figures politiques ou littéraires aussi importantes que Charles Woeste (1837-1922), Henri Davignon (1879-1964) et Georges Sion (1913-2001). 
Elle n'a connu que trois périodes d’interruption dans sa parution : entre 1915 et 1918, entre 1940 et 1945 et entre mars 2017 et septembre 2018.

## Ligne éditoriale
Fidèle à ses origines, la Revue générale se veut une publication d’inspiration humaniste, ancrée en Belgique mais ouverte sur le monde, s’adressant à un public cultivé. Elle convie à s’exprimer des spécialistes issus du monde académique ainsi que des personnalités publiques actives dans les domaines de la politique, de l’économie, de la littérature, des sciences, des arts, de la spiritualité et de la religion, etc.
Sa devise est : Pour l'humanisme des temps nouveaux.

## Histoire récente
La parution de la Revue générale a été interrompue en mars 2017 à la suite du décès de son animatrice, France Bastia, qui dirigeait la revue depuis 1987, mais elle paraît à nouveau depuis septembre 2018. 
Publiée par Les Presses Universitaires de Louvain, elle a désormais pour directeur l’historien Vincent Dujardin et pour rédacteur en chef l’écrivain et critique littéraire Frédéric Saenen. 